# Morsetto (elettrotecnica)

Simbolo schematico del morsetto elettrico

In elettrotecnica un morsetto, detto anche polo o terminale, è dispositivo meccanico per il collegamento elettrico di uno o più cavi, per consentirne l'isolamento elettrico.

## Descrizione
Il collegamento viene realizzato in modo esclusivamente meccanico, ossia senza saldature. Tipicamente, l'estremità del filo elettrico, privata dell'isolante, viene inserita in un apposito alloggiamento del morsetto. Un sistema meccanico (a vite o a clip), realizzato in materiale metallico e conduttivo, provvede da un lato al blocco meccanico del terminale del conduttore, dall'altra a chiudere il contatto elettrico tra il filo elettrico e il resto del dispositivo.
Per motivi di sicurezza, i morsetti sono rivestiti di materiale isolante e congegnati in modo che, a blocco serrato, non siano possibili contatti accidentali con il meccanismo di blocco, che in condizioni di lavoro si trova a essere sotto tensione.

## Tipi
Esistono vari tipi di morsetti elettrici:
- morsetti di tipo terminale per quadro elettrico o circuito stampato;
- morsetti di tipo terminale per dispositivi da impianto elettrico;
- morsetti di tipo terminale per collegamento a strumenti di misura;
- morsetti per l'interconnessione diretta di uno o più cavi elettrici, ad esempio nel primo caso tramite morsetti mammouth, o nel secondo via morsetti a cappellotto.

### Rubacorrente

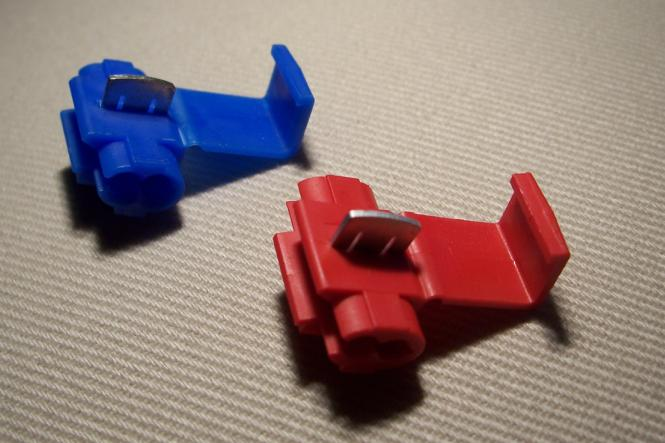
Due rubacorrente di diverso colore.

Il rubacorrente è uno speciale connettore che preleva il segnale/corrente da un cavo elettrico, senza dover interromperlo, questo grazie alla sua struttura, che gli permette di collegarsi al cavo tramite una lama che recide la guaina isolante e va a contatto con il conduttore senza tagliarlo, la stabilità del contatto elettrico è garantito dalla sua struttura che gli permette di automantenersi.

## Galleria d'immagini

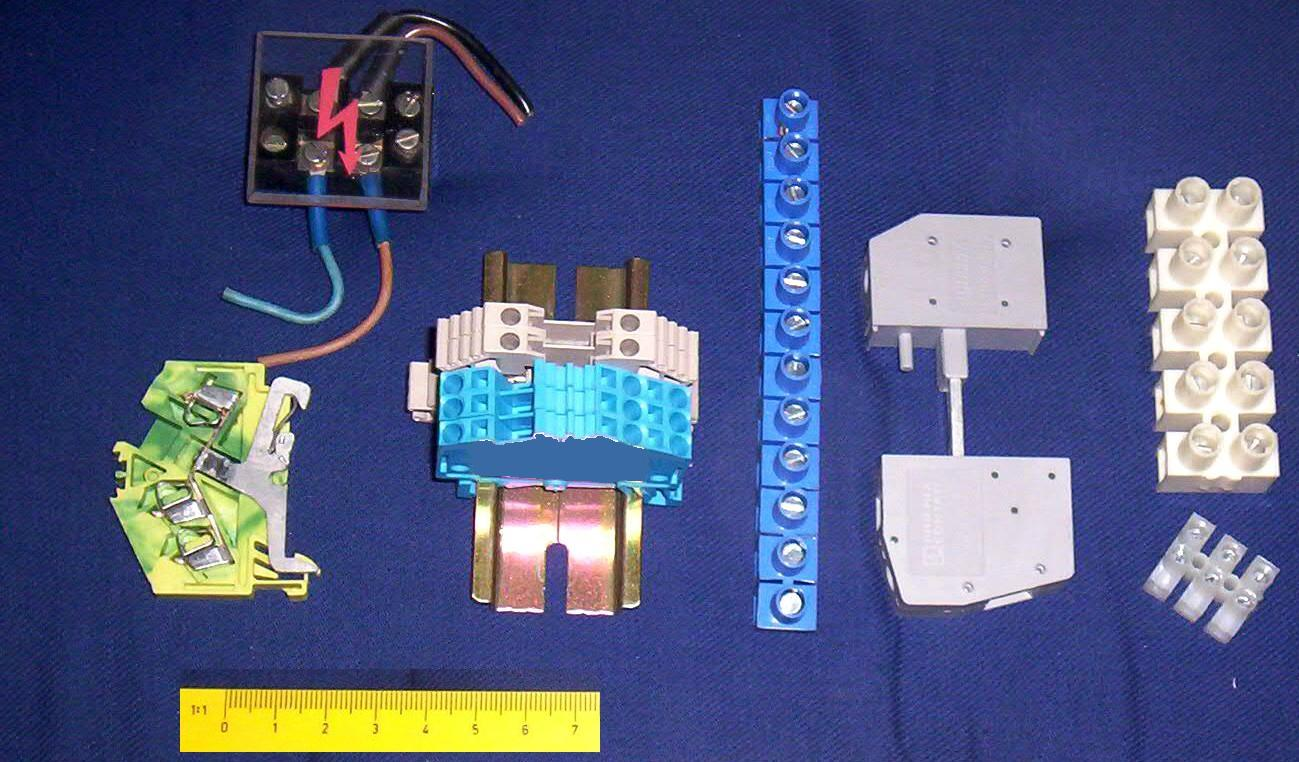
Diversi tipi di morsetti
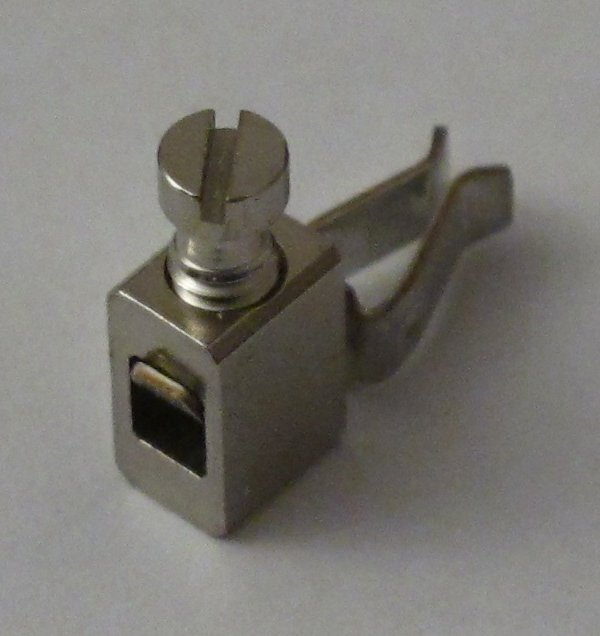
Particolare del morsetto a vite, estratto dalla protezione plastica
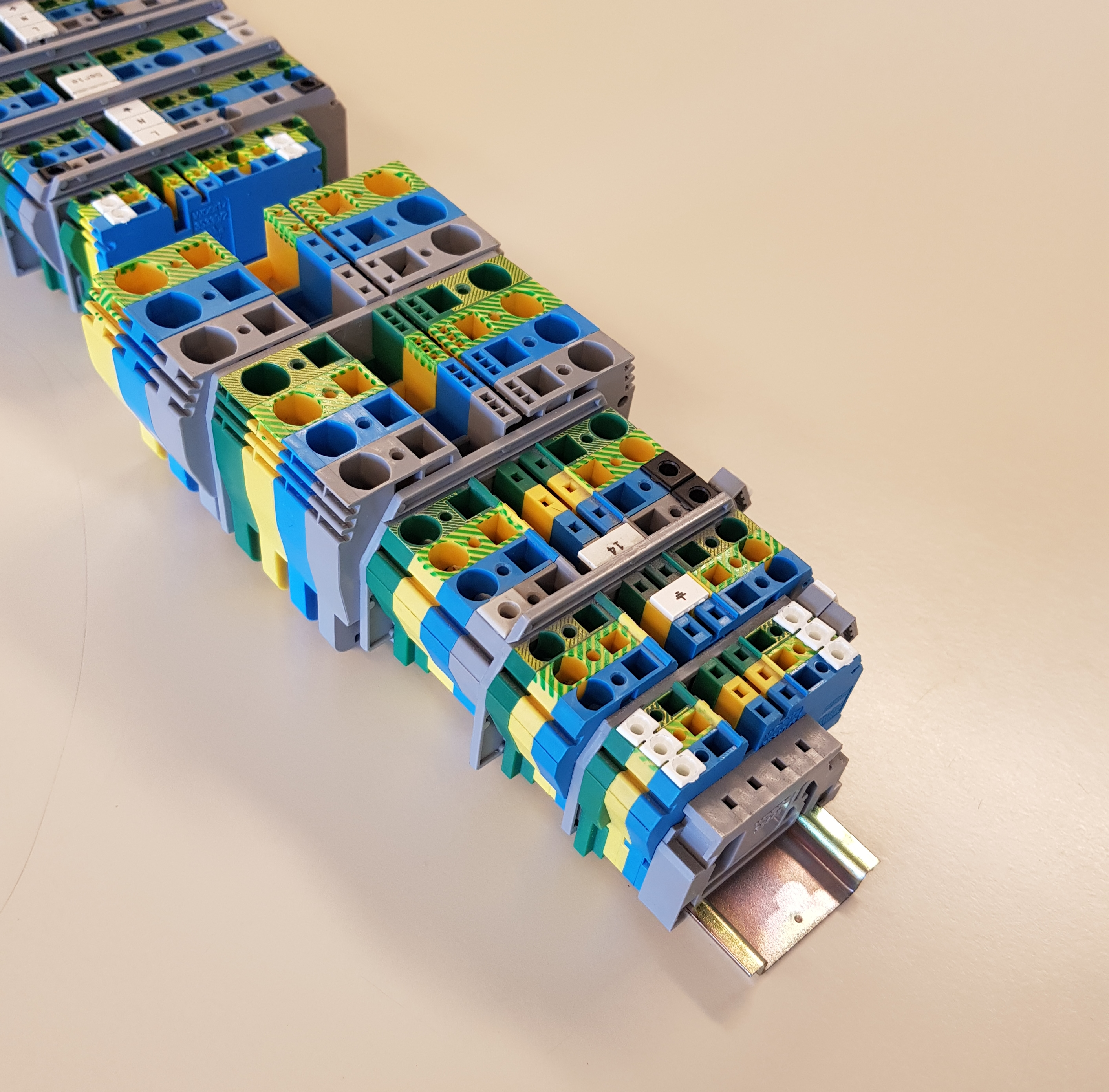
Morsetti montati su guida DIN
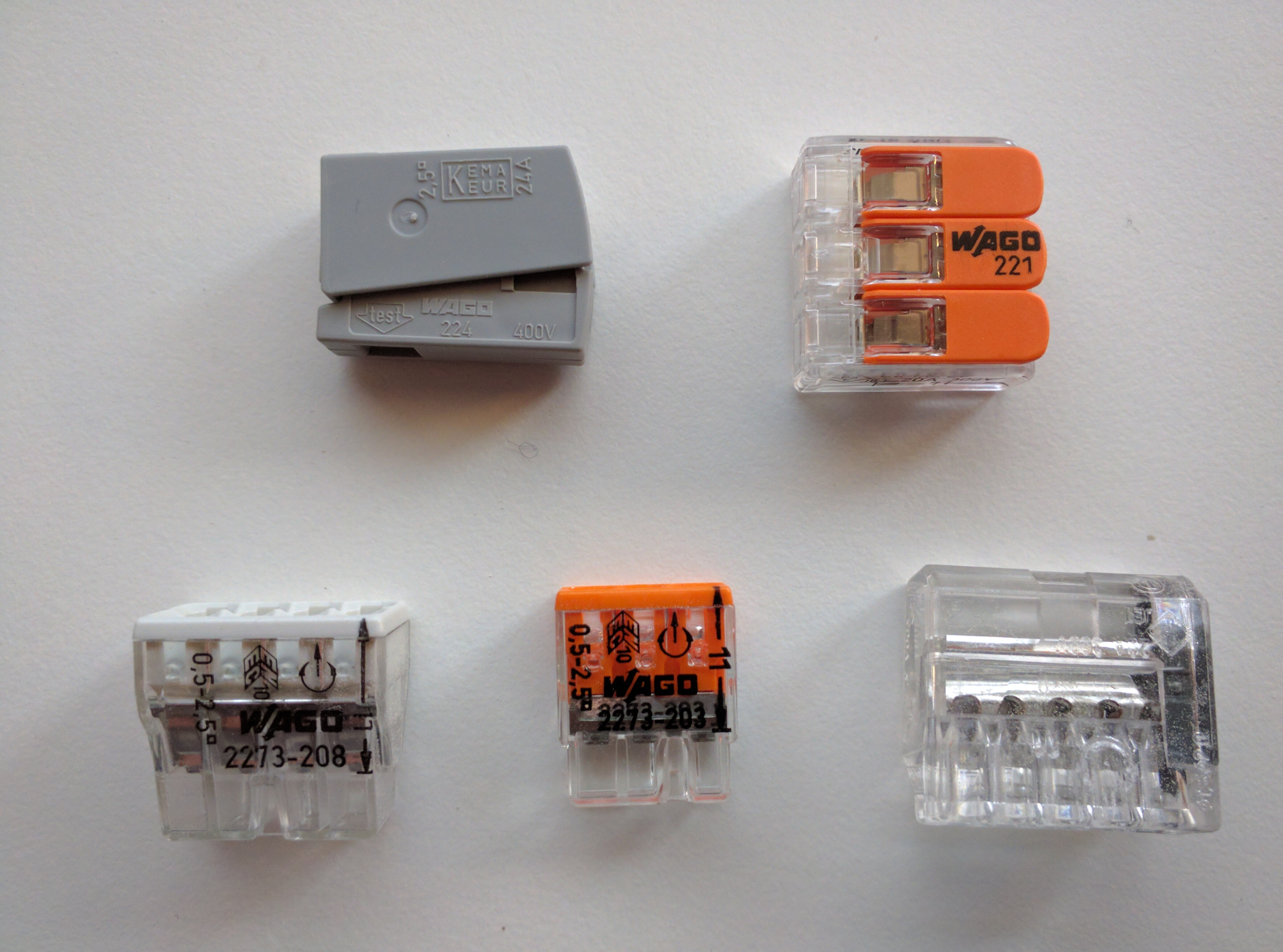
Diversi morsetti a molla (WAGO)
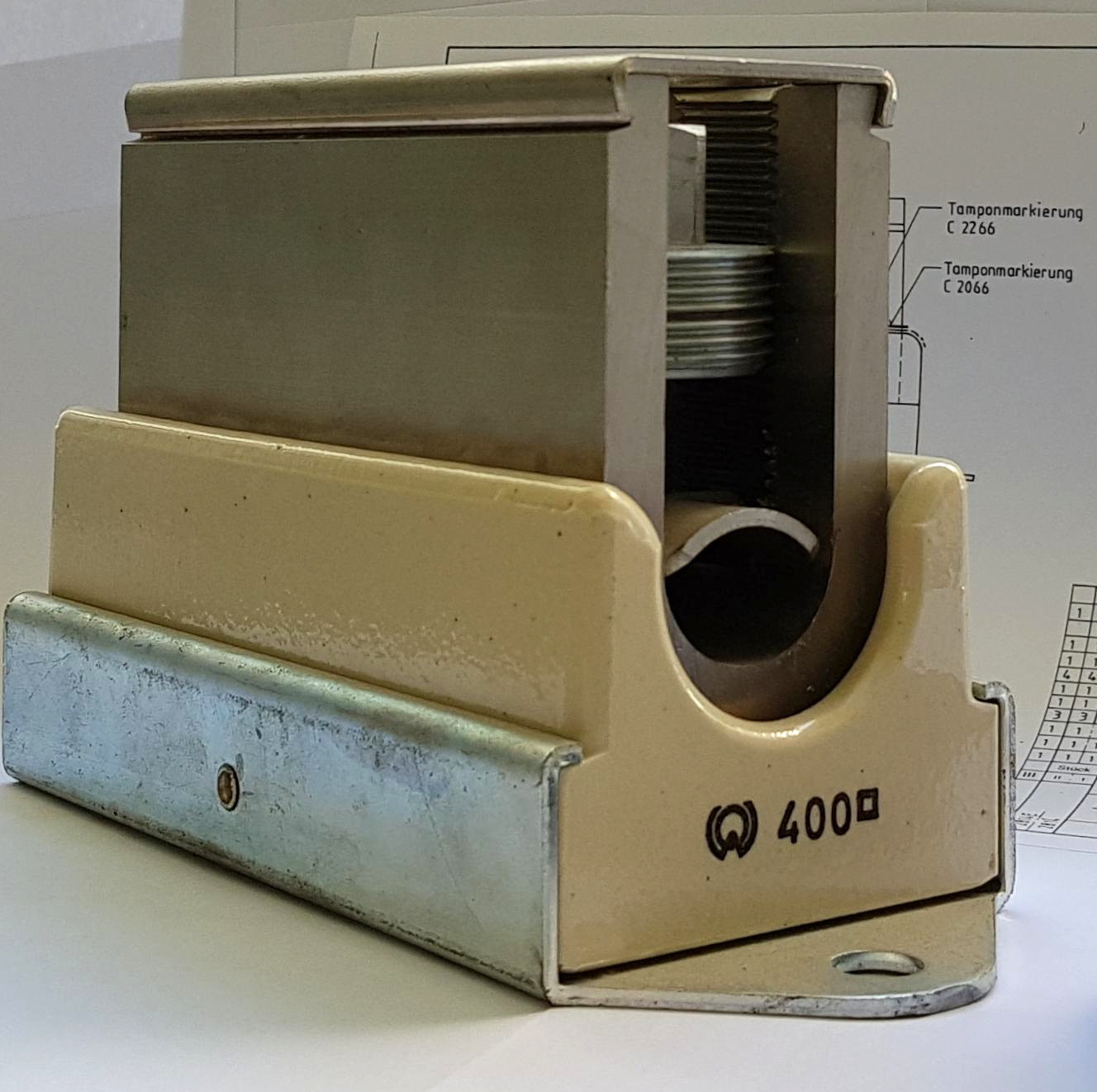
Morsetto a vite per cavo di sezione 400 mm2 per alta potenza